# Мібаран
Мібаран (перс. ميبران) — село в Ірані, у дегестані Хоррам-Дашт, у бахші Камаре, шагрестані Хомейн остану Марказі. За даними перепису 2006 року, його населення становило 11 осіб, що проживали у складі 4 сімей.

## Клімат
Середня річна температура становить 12,88 °C, середня максимальна – 31,66 °C, а середня мінімальна – -9,00 °C. Середня річна кількість опадів – 220 мм.
| Клімат поселення                              | Клімат поселення | Клімат поселення | Клімат поселення | Клімат поселення | Клімат поселення | Клімат поселення | Клімат поселення | Клімат поселення | Клімат поселення | Клімат поселення | Клімат поселення | Клімат поселення | Клімат поселення |
| Показник                                      | Січ.             | Лют.             | Бер.             | Квіт.            | Трав.            | Черв.            | Лип.             | Серп.            | Вер.             | Жовт.            | Лист.            | Груд.            |                  |
| Середній максимум, °C                         | 10,18            | 11,63            | 16,94            | 20,50            | 24,31            | 30,90            | 31,66            | 31,06            | 27,56            | 22,00            | 16,06            | 9,78             |                  |
| Середня температура, °C                       | 0,59             | 2,04             | 7,35             | 10,91            | 14,73            | 21,31            | 24,91            | 24,32            | 20,81            | 15,26            | 9,31             | 3,02             |                  |
| Середній мінімум, °C                          | −9               | −7,56            | −2,24            | 1,33             | 5,14             | 11,72            | 18,16            | 17,56            | 14,08            | 8,52             | 2,58             | −3,73            |                  |
| Норма опадів, мм                              | 37               | 35               | 39               | 27               | 17               | 2                | 2                | 1                | 0                | 7                | 22               | 31               |                  |
| Середньомісячна швидкість вітру, м/с          | 1.55             | 2.01             | 2.86             | 3.05             | 2.69             | 2.50             | 2.50             | 2.30             | 2.20             | 2.04             | 1.95             | 1.75             |                  |
| Середньомісячна сонячна радіація, кДж/м²·день | 9657             | 13020            | 15451            | 18685            | 22628            | 26771            | 25804            | 24400            | 21468            | 16124            | 11375            | 9288             |                  |
| --------------------------------------------- | ---------------- | ---------------- | ---------------- | ---------------- | ---------------- | ---------------- | ---------------- | ---------------- | ---------------- | ---------------- | ---------------- | ---------------- | ---------------- |
| Джерело:                                      |                  |                  |                  |                  |                  |                  |                  |                  |                  |                  |                  |                  |                  |